# Carol Channing

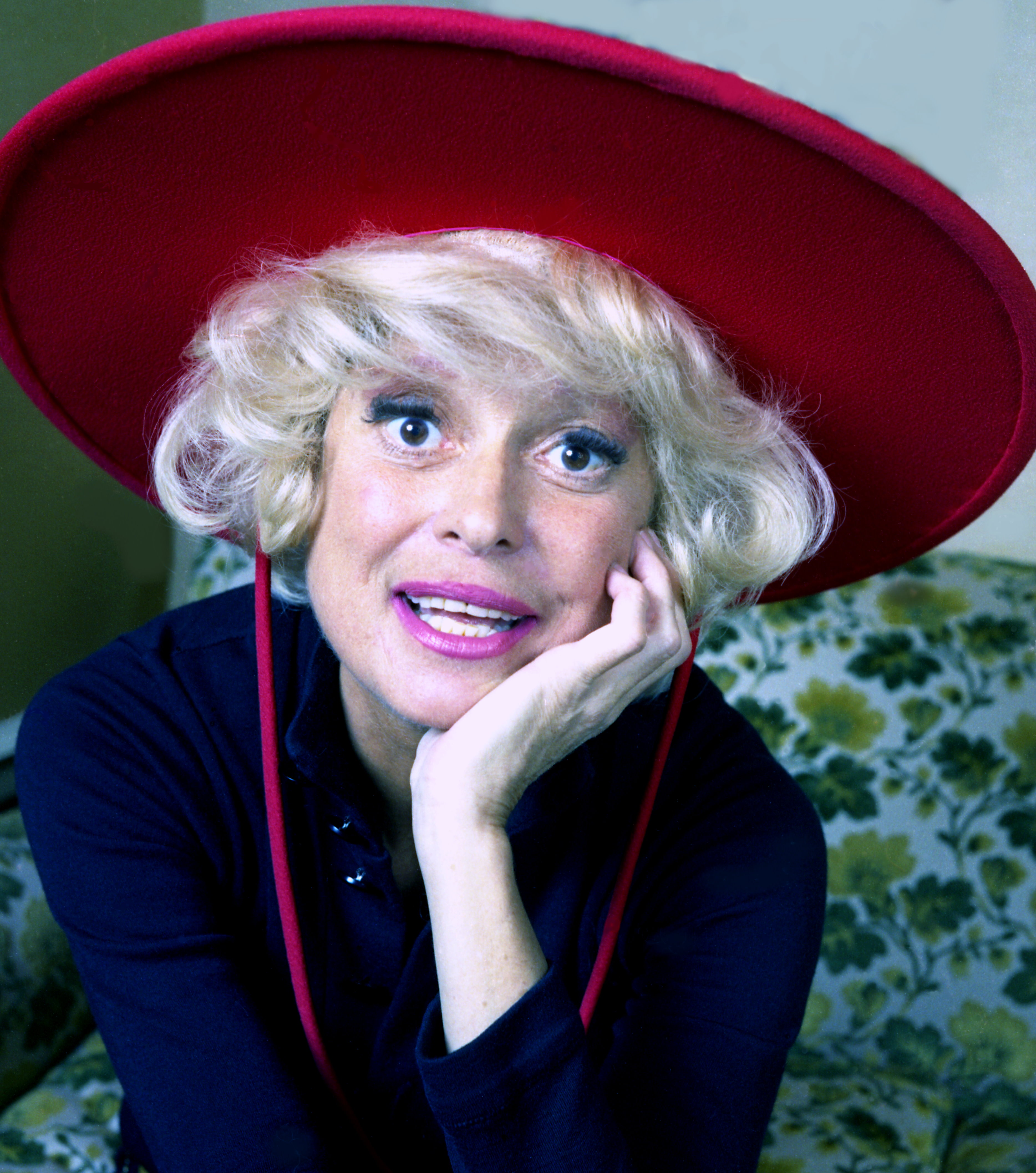
Carol Channing (Fotografie von Allan Warren, 1973)

Carol Elaine Channing (* 31. Januar 1921 in Seattle, Washington; † 15. Januar 2019 in Rancho Mirage, Kalifornien) war eine US-amerikanische Sängerin und Schauspielerin, die als Legende des New Yorker Broadways gilt.

## Leben und Karriere
Carol Channing war die Tochter eines Zeitungsredakteurs und hatte deutsche sowie afroamerikanische Vorfahren. Nachdem sie das Bennington College nach einem Jahr verlassen hatte, stand sie seit Anfang der 1940er-Jahre in New York als Theaterschauspielerin auf der Bühne. Den Durchbruch feierte Channing ab 1949 mit dem Erfolgsmusical Blondinen bevorzugt in der Rolle der materialistischen Blondine Lorelei Lee. In der gleichnamigen Verfilmung von Howard Hawks übernahm allerdings Marilyn Monroe ihre Rolle. Channing setzte ihre Broadway-Karriere fort und erhielt für ihre Auftritte in The Vamp (1954) und Show Girl (1961) jeweils Nominierungen für den Tony Award. 
Ihren wahrscheinlich größten Erfolg feierte sie in der Originalproduktion des Musicalklassikers Hello, Dolly! (1964), in welcher sie die Heiratsvermittlerin Dolly Gallagher Levi spielte. Sie verkörperte diese Rolle, die ihr den Tony Award einbrachte, anschließend in über 5000 Aufführungen und belebte sie im Laufe der Jahrzehnte immer wieder neu. Zu ihren Markenzeichen gehörten die raue Stimme und ihr großes Lächeln. 1995 erhielt sie einen weiteren Tony Award für ihr Lebenswerk und fand auch Aufnahme in die American Theatre Hall of Fame. Noch mit über 90 Jahren trat sie mit einem Bühnenprogramm auf, in dem sie Anekdoten aus ihrem Leben und Songs aus ihren Musicals sang. 
Neben ihrer umfangreichen Arbeit am Broadway trat sie zwischen 1950 und 2006 auch in insgesamt rund 30 Film- und Fernsehproduktionen auf. Für ihre Rolle in Modern Millie – Reicher Mann gesucht (1967) an der Seite von Julie Andrews erhielt sie eine Auszeichnung mit dem Golden Globe Award sowie eine Oscar-Nominierung als Beste Nebendarstellerin. 
Channing war insgesamt viermal verheiratet; ihre ersten beiden Ehen wurden geschieden, ihre letzten beiden Ehemänner überlebte sie. Ihr Sohn ist der Cartoonist Channing Carson (* 1953). 2002 veröffentlichte sie ihre Autobiografie Just Lucky I Guess, ein Dokumentarfilm über ihr Leben entstand 2012 unter dem Titel Larger Than Life. Sie starb im Januar 2019, rund zwei Wochen vor ihrem 98. Geburtstag.

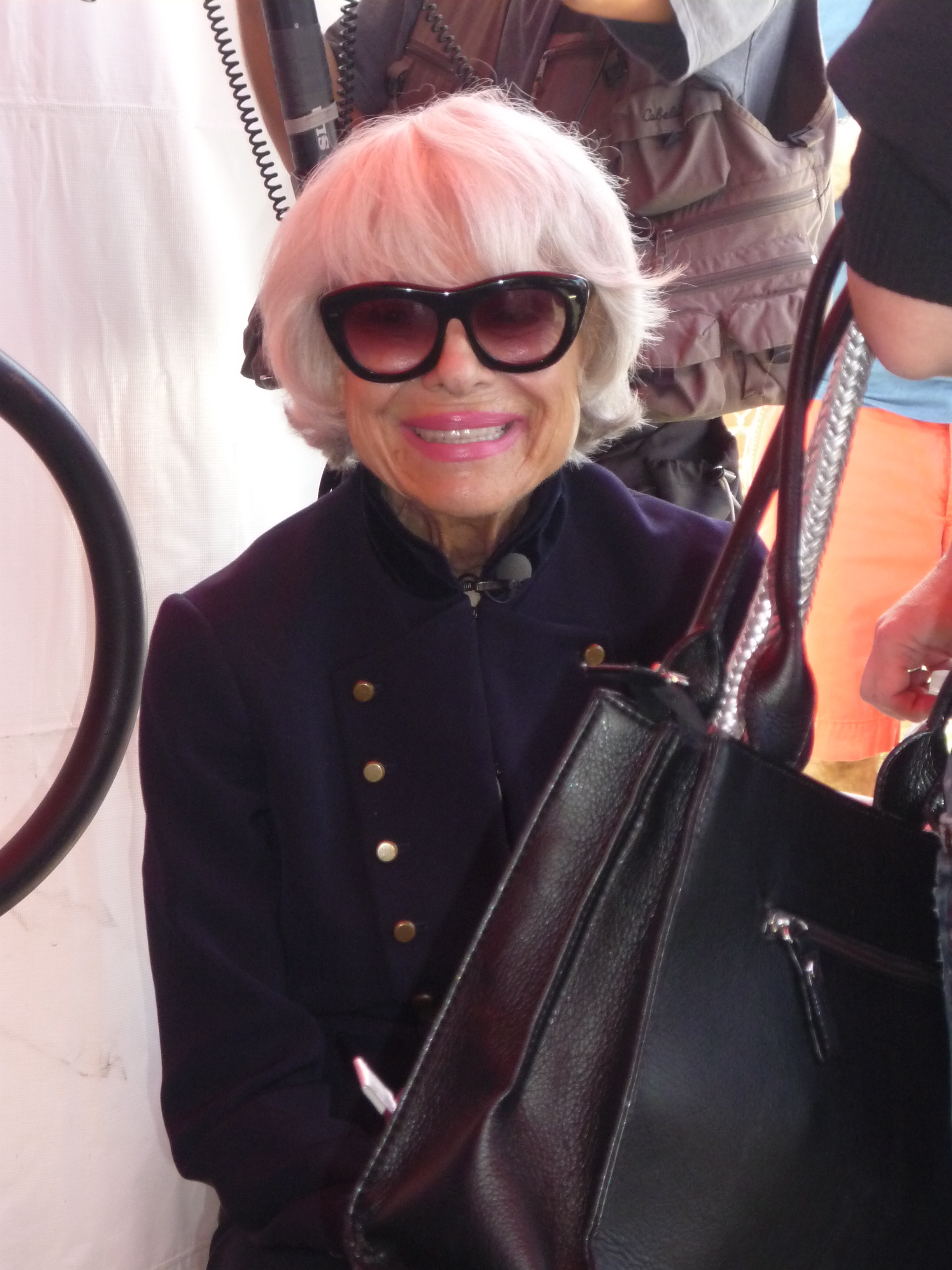
Carol Channing (2009)

## Filmografie

### Film
- 1950: Paid in Full[6]
- 1956: The First Traveling Saleslady
- 1967: All About People
- 1967: Modern Millie – Reicher Mann gesucht (Thoroughly Modern Millie)
- 1968: Skidoo
- 1971: Shinbone Alley
- 1978: Sgt. Pepper’s Lonely Hearts Club Band
- 1985: Alice in Wonderland
- 1993: Happily Ever After
- 1994: Thumbelina
- 1998: Homo Heights
- 1998: The Brave Little Toaster Goes to Mars
- 2003: Broadway: The Golden Age, by the Legends Who Were There
- 2011: Carol Channing: Larger Than Life

### Fernsehen (Auswahl)
- 1957: The Red Skelton Show, Starring Red Skelton
- 1958: The Ford Show, Starring Tennessee Ernie Ford
- 1962–1966: What’s My Line?
- 1971–1972: The Flip Wilson Show
- 1980: Die Muppet Show (Fernsehserie, 1 Folge)
- 1981: Love Boat (Fernsehserie, 7 Folgen)
- 1983: Magnum (Fernsehserie, 1 Folge)
- 1983: Parade of Stars
- 1985: Alice im Wunderland (Alice in Wonderland)
- 1988: Sesamstraße (Fernsehserie, 1 Folge)
- 1989: Chip und Chap – Die Ritter des Rechts (Zeichentrickserie, Stimme)
- 1991: Where’s Waldo?
- 1992: The Addams Family (Zeichentrickserie, Stimme)
- 1993: 2 Stupid Dogs
- 1993: Die Nanny (Fernsehserie, 1 Folge)
- 1994: Der Zauberschulbus (Zeichentrickserie, Stimme)
- 1994: Burkes Gesetz (Fernsehserie, 1 Folge)
- 1995: Space Ghost Coast to Coast: Girlie Show
- 1997: Ein Hauch von Himmel (Fernsehserie, 1 Folge)
- 2006: Family Guy: (Fernsehserie, 1 Folge)
- 2009: Kathy Griffin: My Life on the D-List: ‘Kathy Is a Star… Kind Of’

## Theater
- 1941: No For an Answer[7]
- 1941: Let’s Face It!
- 1942: Proof Thro' the Night
- 1948: Lend an Ear
- 1949; 1951: Blondinen bevorzugt
- 1953: Pygmalion
- 1954: Wonderful Town
- 1955: The Vamp
- 1959: Show Business
- 1961: Show Girl
- 1963: The Millionairess
- 1964; 1977; 1981; 1994: Hello, Dolly!
- 1971: Four on a Garden
- 1973: Lorelei
- 1974: Julie’s Friends at the Palace
- 1976: The Bed Before Yesterday
- 1980: Sugar Babies
- 1984: Jerry’s Girls
- 1985: Legends
- 1987: Happy Birthday, Mr. Abbott! or Night of 100 Years
- 1988: Broadway at the Bowl
- 1991: Give My Regards to Broadway
- 2003: Singular Sensations
- 2004: Razzle Dazzle!
- 2005: Carol Channing: The First Eighty Years Are the Hardest

## Auszeichnungen (Auswahl)
- 1960: Stern auf dem Walk of Fame (6233 Hollywood Blvd.)
- 1964: Tony Award, Beste Hauptdarstellerin in einem Musical, für Hello, Dolly!
- 1967: Golden Apple Award als Female Star of the Year
- 1967: Nominierung Laurel Award, Beste Nebendarstellerin, für Modern Millie – Reicher Mann gesucht
- 1968: Oscar-Nominierung, Beste Nebendarstellerin, für Modern Millie – Reicher Mann gesucht
- 1968: Golden Globe, Beste Nebendarstellerin, für Modern Millie – Reicher Mann gesucht
- 1979: Nominierung Olivier Award, Beste Darstellerin in einem Musical, für Hello, Dolly!
- 1995: Tony Award, Lifetime Achievement Award